# Tomás Sánchez de la Barrera

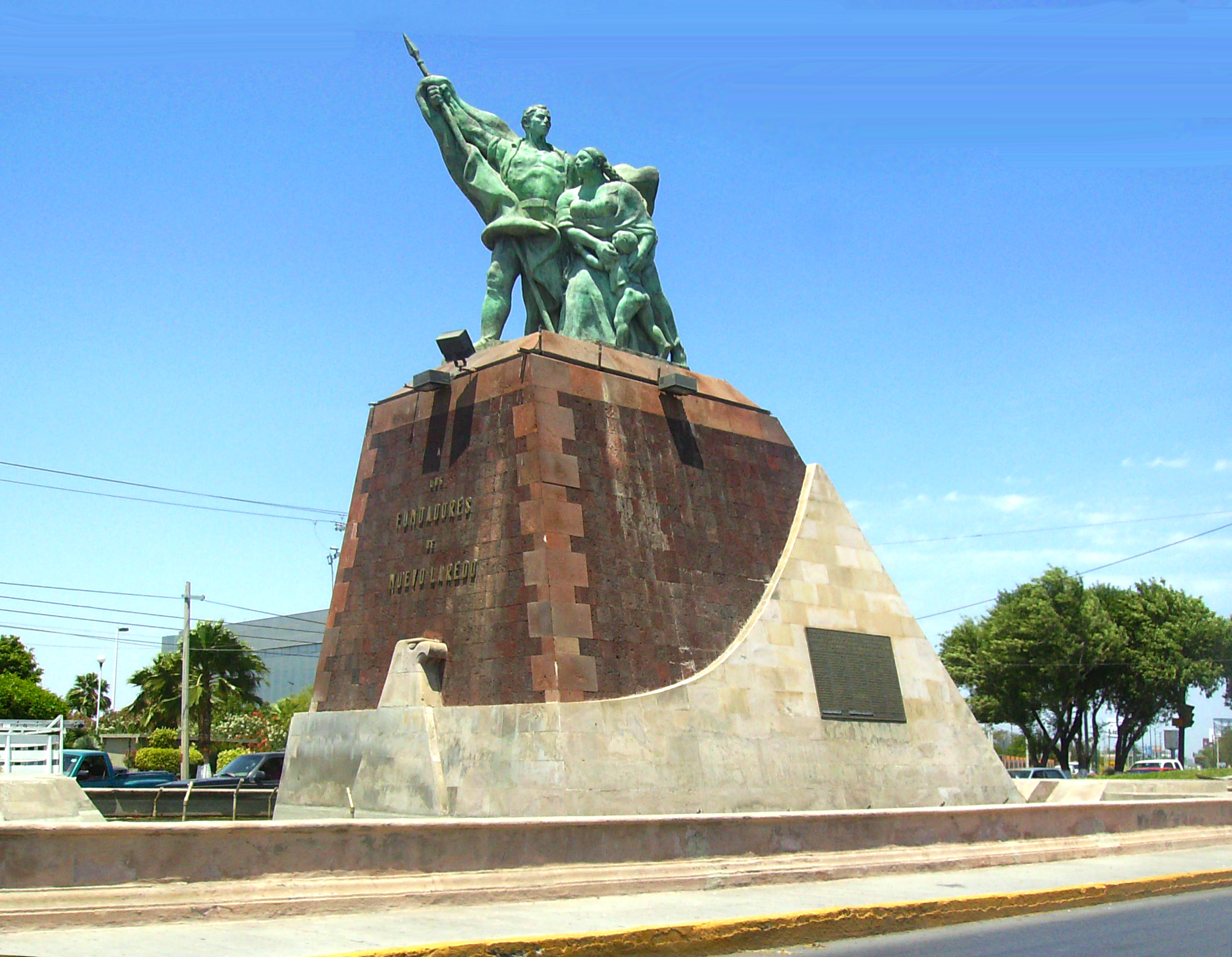
Monumento a los fundadores de Laredo y Nuevo Laredo

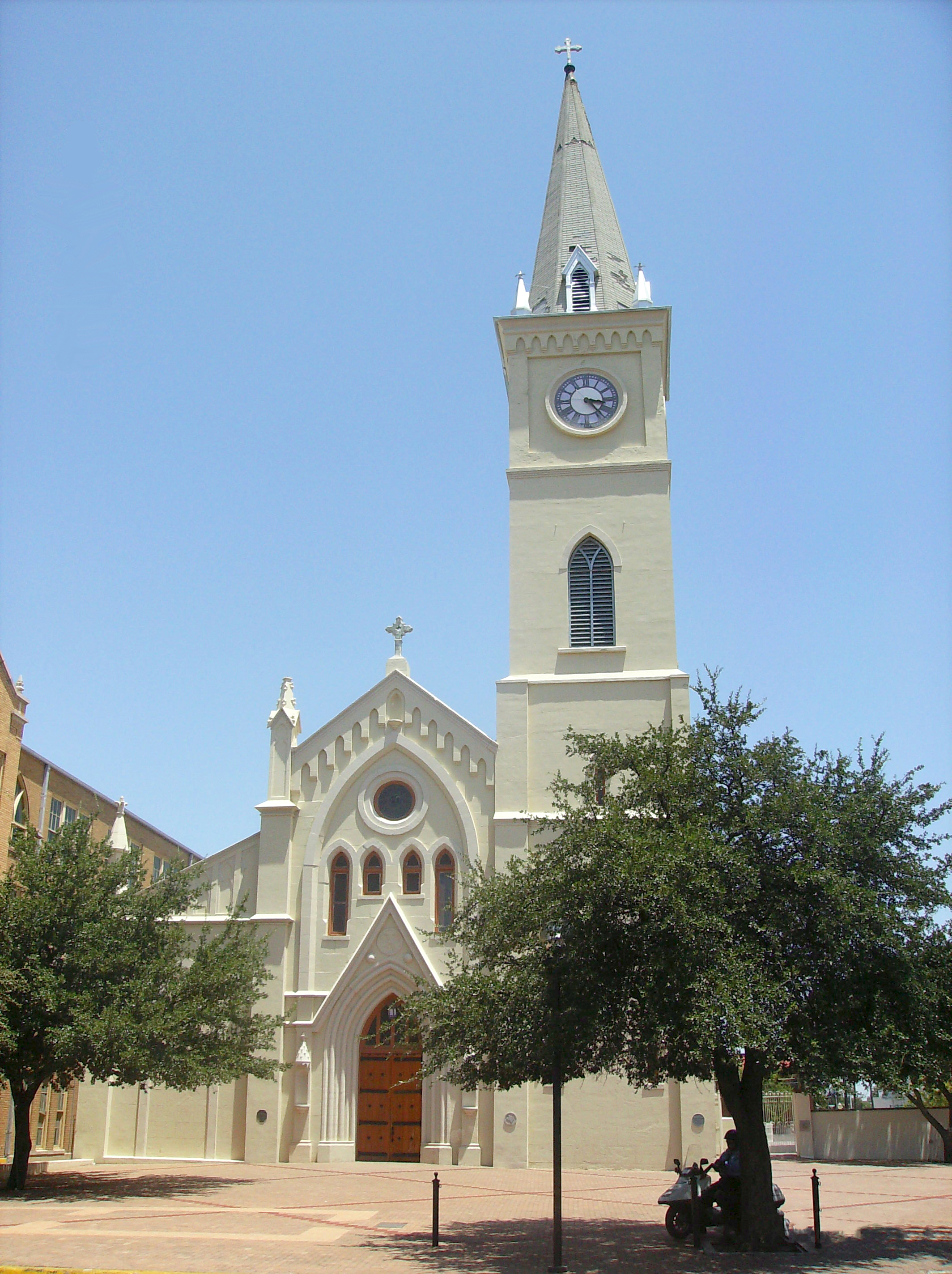
Catedral de San Agustín, primer templo de Laredo, fundado como capilla en 1760 por el capitán Tomás Sánchez de la Barrera.

Plano de Laredo y Nuevo Laredo en 1892

Tomás Tadeo Sánchez de Barrera y de la Garza-Falcón o simplemente Tomás Sánchez (4 de junio de 1709, Valle del Carrizal, Reino de Nuevo León-21 de enero de 1796, Villa de San Agustín de Laredo, Provincia del Nuevo Santander), fue un explorador, militar y funcionario neoleonés al servicio de la Corona de Castilla, recordado como principal fundador, además de alcalde mayor, justicia mayor y comandante militar, de la Villa de San Agustín de Laredo, actualmente Laredo, (Texas) y Nuevo Laredo (Tamaulipas) a mediados del siglo XVIII.

## Origen
Tomás Tadeo nació el 4 de junio de 1709 en el Valle del Carrizal, Reino de Nuevo León, siendo bautizado el mismo día en la Catedral de Monterrey. Fue hijo de Tomás Sánchez de la Barrera y de María Josefa de la Garza-Falcón, pertenecientes a la nobleza criolla como descendientes de los principales fundadores del Reino de Nuevo León, según alegaron ante el obispo de Guadalajara en 1707 con objeto de obtener la dispensa requerida por sus dos parentescos al tiempo de su matrimonio. Su padre fue nieto del andaluz Francisco Sánchez de la Barrera, regidor de Monterrey, y su madre hija del alférez real Juan de la Garza-Falcón (primo-hermano de Blas de la Garza-Falcón), en efecto descendientes de algunos de las más destacados fundadores del reino, como fueron Diego de Montemayor, Marcos Alonso de la Garza Falcón, José de Tremiño, Juan de Farías, entre otros.

## Fundación de Laredo
Como fue habitual a los jóvenes criollos de su entorno, ingresó desde joven a la milicia, haciendo servicio en el sistema defensivo de la frontera norte del virreinato de la Nueva España, particularmente en el Real Presidio de San Juan Bautista del Río Grande, desde el cual se dirigieron numerosas expediciones de poblamiento así como de defensa contra los franceses de La Luisiana. En el año de 1749, el entonces capitán Sánchez de la Barrera partió con sus tropas del Real Presidio del Río Grande hasta llegar a un lugar llamado "El Paso de Jacinto" (actualmente "Indian Ford"), ubicado en el centro de la actual ciudad de Laredo. 
Tras llegar "El Paso de Jacinto", consideró que éste sería un lugar propicio para establecer la "villa de españoles" que le había sido encomendada, cuyo objetivo era establecer un núcleo permanente de población española en la región, resguardado por una guarnición o presidio que reforzara la defensa contra el avance francés de Luisiana hacia Texas.  
El permiso para fundar la villa le fue concedido el 15 de mayo de 1755 por el entonces gobernador de la Provincia del Nuevo Santander, el coronel José de Escandón, I conde de Sierra Gorda.  
El capitán Sánchez de la Barrera llamó al nuevo pueblo "Villa de San Agustín de Laredo" debido a su devoción personal por San Agustín de Hipona, así como en referencia a la villa de Laredo, provincia de Santander, en España,  por ser la nueva villa parte de la Provincia del Nuevo Santander. Diversos autores han apuntado que Laredo se nombró en honor al lugar de nacimiento del conde de Sierra Gorda, pero éste nació en Soto de la Marina. 
La fundación se hizo inicialmente con sólo tres familias españolas (además de otras mestizas e indígenas), aunque al poco aumentaron considerablemente, como consta en la diferenciación estamental ya vigente desde al menos 1779. En 1781 ordenó que las familias españolas se trasladaran a la parte norte del río Grande para evitar altercados con los chichimecas de la región.

## Muerte y legado
El capitán Tomás Sánchez de la Barrera falleció el 21 de enero de 1796, a la edad de 87 años, en la Villa de Laredo.
El 16 de octubre de 1938, la Centenial Comission formada para celebrar el centenario de la independencia de Texas, erigió un monumento marcando el sitio exacto de la fundación de Laredo (el 15 de mayo de 1755) en la Plaza de San Agustín con un retrato del capitán Sánchez de la Barrera diseñado por el escultor Pierre Bourdelle (1901, París).
En el año 2016 se aprobó una estatua ecuestre de cinco metros de altura diseñada por el escultor laredoense Armando Hinojosa para ser instalada en el Puente Internacional Juárez-Lincoln, frontera entre México y Estados Unidos, cuya obra aún se está proyectando.

## Matrimonio y descendencia
Contrajo matrimonio el 11 de abril de 1729 en la Catedral de Monterrey con Catalina de Iribe-Vergara y Tremiño, hija de Felipe de Iribe-Vergara y Fernández de Córdoba (hijo de Antonio de Iribe-Vergara y de la Cadena-Bullón y de Isabel Fernández de Córdoba y de las Casas) y de María de Tremiño y Díaz-Botello (hija de Melchor de Tremiño y González-Hidalgo y de Laureana Díaz y Botello de Morales). Sus descendientes contrajeron el apellido a Sánchez de Iribe, algunos de los cuales fueron: 
- Juan Francisco Farías y Sánchez de Iribe, fundador de la República del Río Grande.
- Luis M. Farías, gobernador de Nuevo León, presidente del Congreso Mexicano.
- Ernesto Madero Farías, secretario de Hacienda de la República Mexicana.
- Pudenciana Milmo y Vidaurri, princesa Albrecht Radziwill.

Entre otros.